# Мамуккоя
Мамуккоя (малаял. മാമുക്കോയ; 5 июля 1946, Кожикоде, Британская Индия — 26 апреля 2023, Кожикоде, Керала) — индийский характерный актёр, снимавшийся в фильмах на малаялам. Снялся более чем в 400 фильмах, главным образом, в комических ролях. Создал запоминающиеся образы благодаря своему специфическому сленгу. Лауреат кинопремии штата Керала.

## Биография
Родился 5 июля 1946 года в городке Каллай округа Кожикоде в семье Чаликандиила Мухаммеда и Имбачи Айши.
Начал зарабатывать себе на жизнь, работая чернорабочим на складе древесины. Одновременно с этим принимал участие в деятельности местного театра, благодаря чему в 1979 году получил небольшую роль в фильме Anyarude Bhoomi режиссёра Ниламбура Балана. Следующая роль, в фильме Surumaitta Kannukal, досталась ему по рекомендации писателя Вайкома Мухаммада Башира четыре года спустя, однако и фильм, и его персонаж остались незамеченными. Только в 1986 году ему дали персонажа со значительным количеством экранного времени в Doore Doore Oru Koodu Koottam Сиби Малайила, сатирической комедии, критикующей систему образования в Керале в 1980-х, которая страдала от неквалифицированных учителей и коррумпированного руководства. Начиная с этого момента, он снимался как минимум в одном фильме каждый год. 
В тот же год актёр получил роли в Gandhinagar 2nd Street и Sanmanassullavarkku Samadhanam Сатьяна Антикада. Начиная с них Мамуккоя стал постоянным участником фильмов режиссёра. Они сотрудничали примерно в 30 фильмах, в том числе Pattanapravesham (1988), Varavelpu (1989), Thalayana Manthram (1990) и Sandhesam (1991). 
Ещё больший успех ждал его в 1987 году, когда он сыграл в комедии Nadodikkattu того же режиссёра. Образ мелкого афериста Гафурки, который отправляет двух безработных героев фильма в Ченнаи, заставив их поверить, что это на самом деле Дубай, сделал актёра чрезвычайно популярным.
За ним последовали роли депутата Эранхоли Абубакера в August 1 (1988), владельца небольшой чайной в Ponmuttayidunna Tharavu (1988), фотографа в Vadakkunokkiyantram (1989), карманника Кунджихадера в Mazhavilkavadi (1989), оператора кинопроектора Джаббара в Pradeshika Varthakal (1989) и местечкового политика П. К. Перуваннапурама в Peruvannapurathe Visheshangal (1989). Ещё одной знаковой ролью для Мамуккои стал персонаж в дебютном фильме дуэта Сиддик-Лал Ramji Rao Speaking, вышедшем в 1989 году. А его комический дуэт с Кутираваттамом Паппу в Nagarangalil Chennu Raparkam (1990), где они сыграли двух бывших погонщиков, оставался популярным до самой смерти актёра.
В 1997 году он сыграл эпизодическую роль во французском фильме «Сгоревшие в раю». В комедии Korappan 2001 года Мамуккоя исполнил главную роль. Актёр также снимался в сериалах, короткометражках и фильмах на тамильском языке.
Мамуккоя получил специальный приз кинопремии штата Керала в 2004 году за роль Абду, беспомощного отца женщины, которая в поисках помилования для своего мужа, обвиняемого в убийстве, обращается к жене убитого, в фильме Perumazhakkalam.
Ещё одну государственную награду, на этот раз в категории лучший комик, он получил в 2008 году за роль Шаджахана в Innathe Chintha Vishayam.
Последний раз на экранах актёр появился в романтической комедии Sulaikha Manzil, вышедшей в 2023 году. 
Мамуккоя потерял сознание во время футбольного матча в Малаппураме 24 апреля 2023 года, после чего был доставлен в больницу, где скончался два дня спустя. У него остались жена Сухара, дочери Надия и Шахита и сыновья Мухаммед Нисар и Абдул Рашид.